# Garden Open 2016

El torneo Garden Open 2016 es un torneo profesional de tenis. Pertenece al ATP Challenger Series 2016. Se disputó su 8.ª edición sobre superficie tierra batida, en Roma, Italia, entre el 2 y el 7 de mayo de 2016.

## Jugadores participantes del cuadro de individuales
| Favorito | País                       | Jugador           | Rank1 | Posición en el torneo |
| -------- | -------------------------- | ----------------- | ----- | --------------------- |
| 1        | Bandera de República Checa | Jiří Veselý       | 63    | Semifinales           |
| 2        | Bandera del Reino Unido    | Kyle Edmund       | 89    | CAMPEÓN               |
| 3        | Bandera de Argentina       | Horacio Zeballos  | 91    | Primera ronda         |
| 4        | Bandera de República Checa | Adam Pavlásek     | 109   | Primera ronda         |
| 5        | Bandera de Serbia          | Filip Krajinović  | 110   | FINAL                 |
| 6        | Bandera de Australia       | Jordan Thompson   | 118   | Primera ronda         |
| 7        | Bandera de Francia         | Kenny de Schepper | 148   | Segunda ronda         |
| 8        | Bandera de Francia         | Vincent Millot    | 149   | Segunda ronda         |

- 1 Se ha tomado en cuenta el ranking del 25 de abril de 2016.

### Otros participantes
Los siguientes jugadores recibieron una invitación (wild card), por lo tanto ingresan directamente al cuadro principal (WC):
- Federico Bonacia
- Flavio Cipolla
- Andrea Pellegrino
- Gianluca Naso

Los siguientes jugadores ingresan al cuadro principal tras disputar el cuadro clasificatorio (Q):
- Frederico Ferreira Silva
- Ivan Nedelko
- Sumit Nagal
- Márton Fucsovics

## Campeones

### Individual Masculino
- Kyle Edmund derrotó en la final a  Filip Krajinović, 7–6(7–2), 6–0

### Dobles Masculino
- Bai Yan /  Li Zhe derrotaron en la final a  Sander Arends /  Tristan-Samuel Weissborn, 6–3, 3–6, [11–9]